# Bargaram
Bargaram est une localité du Cameroun située dans le département du Logone-et-Chari et la Région de l'Extrême-Nord, à proximité de la frontière avec le Nigeria. Elle fait partie de l'arrondissement de Hile-Alifa.

## Population
Lors du recensement de 2005, 1 117 habitants ont été dénombrés à Bargaram I et 800 à Bargaram II.